# Дринская бановина
Дринская бановина (сербохорв. Дринска бановина / Drinska banovina) — бановина в Королевстве Югославии с 1929 по 1941 год.

## География
Дринская бановина была расположена в центральной части королевства, на территории современных Боснии и Герцеговины и Сербии, в районе течения реки Дрины, по которой получила своё название. На севере граничила с Савской и Дунайской бановинами, на востоке с Дунайской и Моравской бановинами, на юге с Зетской бановиной, на западе с Приморской и Врбасской бановинами. Административным центром бановины был Сараево.

## История
В 1939 часть территории бановины вошла в Хорватскую бановину. В 1941 территория бановины была разделена между Независимым государством Хорватия и оккупированной немцами Сербией.

## Население
Религиозный состав населения 1931 году:
- православные — 992 294
- римо-католики — 169 613
- евангельские христиане — 3804
- другие христиане — 1836
- мусульмане — 356 469
- другие — 10 093